# Žarnovica
Žarnovica (em húngaro: Zsarnóca; alemão: Scharnowitz; latim: Zarnovia) é uma cidade da Eslováquia, situada no distrito de Žarnovica, na região de Banská Bystrica. Tem 30,4 km² de área e sua população em 2018 foi estimada em 6.180 habitantes.

## Demografia
| Ano:        | 1994 | 2004   | 2014   | 2024    |
| ----------- | ---- | ------ | ------ | ------- |
| Broj ljudi: | 6591 | 6522   | 6430   | 5576    |
| Razlika:    |      | -1,04% | -1,41% | -13,28% |

| Ano:               | 2023 | 2024   |
| ------------------ | ---- | ------ |
| Número de pessoas: | 5669 | 5576   |
| Diferença:         |      | -1,64% |